# جک کرایستون
جک کرایستون (به انگلیسی: Jack Crayston) بازیکن فوتبال زادهٔ ۹ اکتبر ۱۹۱۰ اهل انگلستان بود که سابقهٔ بازی در تیم ملی فوتبال انگلستان را در کارنامهٔ خود دارد. وی در تاریخ ۴ دسامبر ۱۹۳۵ نخستین بازی ملی خود را در مقابل تیم ملی فوتبال آلمان انجام داد و با حضور در ۸ بازی ملی، در تاریخ ۱ دسامبر ۱۹۳۷ واپسین بازی ملی‌اش را در برابر تیم ملی فوتبال چکسلواکی برگزار کرد.
این بازیکن توانسته در بازی‌های ملی، ۱ گل به ثمر برساند.

## زندگی حرفه‌ای
او در اووری، نیجریه به دنیا آمد. او در فوریه ۱۹۹۹ با باشگاه فوتبال آرسنال قرارداد بست.